# Annukka Siltakorpi
Annukka Siltakorpi (* als Annukka Mäki-Ontto am 15. Januar 1983) ist eine ehemalige finnische Biathletin und ehemalige  Skilangläuferin.
Annukka Siltakorpi startet für Kurikan Ryhti. Zunächst war sie als Skilangläuferin aktiv. Im April 2002 bestritt sie ihr erstes FIS-Rennen, weitere Einsätze auf der Ebene folgten ab 2004, seit 2005 auch im Scandinavian Cup. Nennenswerte Resultate konnte sie hier ebenso wenig wie bei ihren Einsätzen bei finnischen Skilanglaufweltmeisterschaften von 2009 bis 2013 erreichen. Zur Saison 2008/09 wechselte sie zum Biathlonsport und gab zu Beginn der Saison in Idre ihr Debüt im IBU-Cup. Bei ihren beiden ersten Sprints wurde sie 46. Gegen Ende der Saison gewann sie als 31. eines Sprints in Ridnaun erste Punkte. Ihr bestes Resultat im IBU-Cup wurde ein 21. Platz bei einem Sprint in Beitostølen, den sie 2010 erreichen konnte. Ihr Weltcup-Debüt gab Siltakorpi zum Ende der Saison 2009/10 am Holmenkollen in Oslo und wurde 78. eines Sprints. Im ersten Saisondrittel der folgenden Saison startete die Finnin regelmäßig im Biathlon-Weltcup, konnte aber die Platzierung aus ihren allerersten Rennen nicht verbessern. Erste internationale Meisterschaft im Biathlon wurden die Weltmeisterschaften 2013 in Nové Město na Moravě. Siltakorpi wurde 94. des Einzels, 103. des Sprints und an der Seite von Mari Laukkanen, Sanna Markkanen und Kaisa Mäkäräinen in der überrundeten finnischen Staffel 21.

## Biathlon-Weltcup-Platzierungen
Die Tabelle zeigt alle Platzierungen (je nach Austragungsjahr einschließlich Olympische Spiele und Weltmeisterschaften).
- 1.–3. Platz: Anzahl der Podiumsplatzierungen
- Top 10: Anzahl der Platzierungen unter den ersten zehn (einschließlich Podium)
- Punkteränge: Anzahl der Platzierungen innerhalb der Punkteränge (einschließlich Podium und Top 10)
- Starts: Anzahl gelaufener Rennen in der jeweiligen Disziplin
- Staffel: inklusive Mixed- und Single-Mixed-Staffeln

| Platzierung         | Einzel | Sprint | Verfolgung | Massenstart | Staffel | Gesamt |
| ------------------- | ------ | ------ | ---------- | ----------- | ------- | ------ |
| 1. Platz            |        |        |            |             |         |        |
| 2. Platz            |        |        |            |             |         |        |
| 3. Platz            |        |        |            |             |         |        |
| Top 10              |        |        |            |             |         |        |
| Punkteränge         |        |        |            |             | 8       | 8      |
| Starts              | 5      | 13     |            |             | 8       | 26     |
| Stand: Karriereende |        |        |            |             |         |        |